# Tamagnini de Abreu
Fernando Tamagnini de Abreu e Silva GCTE • GCC • GOA • GCA (Tomar, Santa Maria dos Olivais, 13 de mayo de 1856-Lisboa, 24 de noviembre de 1924) fue un Militar portugués.

## Biografía
El 2 de junio de 1873 se enroló como voluntario en el Regimiento de Caballería nº 2. En 1891 asumió el cargo de director de la Escuela Regimental y dos años más tarde ingresó en la Guardia Municipal de Lisboa. En 1913 participó en la Escuela de Repetición y al año siguiente fue nombrado Estado Mayor General de Armas e Inspector de la División de Caballería y, en 1915, nombrado comandante interino de la Brigada de Caballería.
Tras su ascenso a general, fue elegido para comandar la División de Instrucción movilizada en Tancos y posteriormente a Comandante del CEP, que luchó en Flandes en la Primera Guerra Mundial, integrado en el ejército inglés. Tras el desastre de la batalla de La Lys, el 9 de abril de 1918, fue sustituido, el 25 de agosto, por el General García Rosado.
También fue comandante de la Primera División del Ejército y Presidente de la Corte Suprema de Justicia Militar.
El 15 de febrero de 1919 fue nombrado Gran Oficial de la Orden Militar de Avis, el 28 de junio de 1919 fue condecorado con la Gran Cruz de la Orden Militar de Cristo, el 14 de septiembre de 1920 con la Gran Cruz de la Orden Militar de la Torre y Espada y el 31 de diciembre de 1920 fue condecorado  con la Gran Cruz de la Orden Militar de Avis.
Murió el 24 de noviembre de 1924 en Lisboa.

## Construcciones
- Memorias del General: Mis Tres Mandamientos, de Fernando Tamagnini, editado por Isabel Pestana Marques; preferencia Nuno Severiano Teixeira, Viseu, SACRE: Fundación Mariana Seixas, 2004.
- Diario de Campaña: General Fernando Tamagnini: Comandante de la CEP, editado por João Vieira Borges, Eurico José Gomes Dias e Isabel Pestana Marques, Comisión Portuguesa de Historia Militar, 2018.